# Thomas Walker (odkrywca)
Thomas Walker (ur. 15 stycznia 1715, zm. 9 listopada 1794) był lekarzem medycyny, podróżnikiem i odkrywcą z Wirginii, który zorganizował i poprowadził wyprawę na tereny położone na zachód od pasma górskiego Alleghenów w Ameryce Północnej w połowie XVIII wieku. Przypisuje mu się nadanie nazwy płaskowyżowi Cumberland oraz mającej źródła u stóp tego płaskowyżu rzece Cumberland na cześć księcia Cumberland. Anglicy uczestniczący w wyprawie dotarli na te tereny po raz pierwszy – ich poprzednikami byli głównie Hiszpanie i Francuzi. Walker eksplorował Kentucky w roku 1750, 19 lat przed pojawieniem się na tych terenach Daniela Boone'a.
Walker był ojcem dwóch polityków: Johna i Francisa. Znany jest również z tego, że opiekował się Thomasem Jeffersonem po śmierci ojca w roku 1757.

## Młodość
Thomas Walker urodził się w Walkerton, w hrabstwie King and Queen, a dorastał we wschodniej Wirginii. Po naukach pobieranych w College of William and Mary został lekarzem studiując pod okiem swego szwagra dr. George’a Gilmera. Mimo że nigdy nie uzyskał dyplomu, Walker jest uważany za protoplastę wykorzystania trepanu przy leczeniu osteomalacji ropnej kości już w roku 1757.
Walker stał się znaczącą osobistością w swym hrabstwie w roku 1741, kiedy to poślubił Mildred Thornton (wdowę po Nicholasie Meriwether) i stał się właścicielem sporego majątku ziemskiego. Walkerowie osiedlili się w zbudowanym przezeń domu na plantacji Castle Hill; mieli 12 dzieci, które miały zostać w przyszłości prominentnymi obywatelami hrabstwa Albemarle. Walker rozpoczął budowanie swej pozycji od wejścia do komitetu kościelnego w kwietniu 1744 roku i pozostawał członkiem tej instytucji aż po rok 1785. Był delegatem do Izby Gmin Wirginii z ramienia hrabstwa Albemarle i członkiem rady miejskiej nowo powstałego Charlottesville.

## Wyprawy odkrywcze
12 lipca 1749 roku powstała Loyal Land Company, a Walker został jednym z jej przywówców. Po przyznaniu przez władze kolonii 3,200 km² na terenach dzisiejszego Kentucky, kompania w roku 1750 zleciła Walkerowi przeprowadzenie wyprawy celem zbadania i wymierzenia nowo przejętego terenu. Walker w roku 1752 został oficjalnie uznany za szefa Loyal Land Company.
Podczas ekspedycji Walker nadał nazwy wielu odkrytym miejscom, takim jak na przykład Przełęcz Cumberland. Jego ludzie wznieśli pierwszy nie-indiański dom (chatę z bali) w Kentucky (zachowaną do dziś jako Dr. Thomas Walker State Historic Site). Walker prowadził dziennik podróży.
W wieku 64 lat Walker ponownie wyprawił się na zachód, na pogranicze dzisiejszych stanów Kentucky i Tennessee, by wymierzyć granice pomiędzy Wirginią i Karoliną Północną dalej na zachód. Ta granica jest określana jako tzw. „Walker Line” i do dziś obowiązuje jako linia rozdzielająca oba stany.
Jednym z tych, którzy odnieśli korzyści z bliskich kontaktów z Walkerem, był Joseph Martin, wojskowy walczący z Indianami i odkrywca urodzony w hrabstwie Albemarle, który został wytypowany przez Walkera na kierownika ekspedycji do obszaru zwanego Powell Valley na pograniczu dzisiejszej Wirginii Zachodniej i Kentucky.
Walker miał istotny wpływ na rozwiązywanie konfliktów z Indianami. Reprezentował Wirginię przy podpisywaniu traktatów w Fort Stanwix i Lochaber (1770) i brał udział w negocjacjach pokojowych po bitwie pod Point Pleasant. W roku 1775 Walker występował jako reprezentant Wirginii w czasie rokowań z przedstawicielami Sześciu Narodów w Pittsburghu.
Walker przypisuje się również odkrycie i wykorzystanie złóż węgla w Kentucky

## Ostatnie lata
Po śmierci pierwszej żony Walker poślubił w roku 1781 Elizabeth Thorton. Zmarł 9 listopada 1794 roku w Castle Hill. Gdy umierał uznawano go za czwartego najbogatszego obywatela hrabstwa Albemarle.